# باتوهان كارادينيز
باتوهان كارادينيز (بالتركية: Batuhan Karadeniz) (24 أبريل 1991 بإسطنبول في تركيا - ) هو لاعب كرة قدم تركي في مركز الهجوم. شارك مع منتخب تركيا الوطني لكرة القدم تحت 15 سنة ومنتخب تركيا تحت 16 سنة لكرة القدم ومنتخب تركيا تحت 17 سنة لكرة القدم ومنتخب تركيا تحت 21 سنة لكرة القدم ومنتخب تركيا لكرة القدم. أما مع النوادي، فقد لعب مع إسكيشهرسبور وسيفاسبور ومعمورة العزيز سبور ونادي بشكتاش ونادي سانت غالن ونادي طرابزون سبور.

## وصلات خارجية
- باتوهان كارادينيز على موقع الاتحاد الدولي (مؤرشف)  (الإنجليزية)
- باتوهان كارادينيز على موقع الاتحاد الأوربي (الإنجليزية)
- باتوهان كارادينيز على موقع اتحاد تركيا (لاعب) (الإنجليزية)
- باتوهان كارادينيز على موقع قاعدة بيانات كرة القدم.إي يو (الإنجليزية)
- باتوهان كارادينيز على موقع ناشيونال فوتبول تيمز (الإنجليزية)
- باتوهان كارادينيز على موقع Soccerway.com (الإنجليزية)
- باتوهان كارادينيز على موقع عالم كرة القدم.نت (الإنجليزية)
- باتوهان كارادينيز على موقع AS.com (الإسبانية)